# A Megváltó Krisztus szobra (Andok)
A Megváltó Krisztus szobra (Cristo Redentor de los Andes) egy Jézust ábrázoló műalkotás az argentin-chilei határon, az Andokban.
A 3832 méter magasan álló szobor leleplezése 1904. március 13-án volt, a két ország közötti vita 1902-es békés rendezése megünnepléseként.
Az alkotás a La Cumbre hágónál található, az argentin Mendoza és Santiago de Chile közötti régi út legmagasabb pontján. A két legközelebben fekvő nagyobb település az argentin Uspallata és a chilei Juncal, a legközelebbi falu pedig Las Cuevas Argentínában.
A 7 méter magas, földgömbön álló és kezében keresztet tartó, bronzból készült Krisztus-szobrot a Buenos Airesből származó Mateo Alonso szobrászművész készítette. A műalkotás egy 6 méter magas gránittalapzaton áll.
A szobrot darabjaiban szállították 1200 kilométeren keresztül vonattal az Andokhoz, majd öszvérek segítségével vitték fel a mostani helyére, ahol maga Alonso vezényelte a végső összeillesztését.